# Phedina brazzae
La golondrina del Congo o golondrina de Brazza (Phedina brazzae) es una especie de ave paseriforme de la familia Hirundinidae distribuida en los países africanos de Angola, la República del Congo y la República Democrática del Congo. 
Mide unos 12 cm de longitud y tiene las partes superiores de color marrón grisáceo, las partes inferiores rayadas de blanco y negro y el plumaje del pecho de un tinte marrón. Ambos sexos son similares, pero los juveniles tienen las rayas del pecho más difusas y bordes de color marrón rojizo en las plumas del dorso y las alas. 
El canto consiste en una serie de breves notas que aumentan de frecuencia, seguido por un zumbido complejo que a veces se completa con un número de clics. Anidan en madrigueras en los bancos de los ríos, donde la hembra pone unos tres huevos blancos. Se alimenta de insectos voladores, incluyendo termitas, y caza sobre ríos o sabanas abiertas. Forma bandadas mixtas con otras golondrinas, pero se identifica fácilmente por su combinación de partes superiores de color marrón, partes inferiores veteadas y la cola cuadrada.
Aunque anteriormente había sido clasificada como especie con datos insuficientes por la Unión Internacional para la Conservación de la Naturaleza (IUCN), en la actualidad parece ser común y generalizada, y ha sido catalogada como especie de preocupación menor desde 2008. Es posible que sea cazada como alimento, pero no aparece que se esté enfrentando a ninguna amenaza grave a corto plazo.

## Taxonomía
Fue descrita por primera vez en 1886 bajo su actual nombre binomial por el zoólogo francés Émile Oustalet de una muestra recogida en Nganchu en el distrito de Ngäbe de lo que hoy es la República del Congo. El nombre del género, Phedina, deriva del griego phaios (φαιός) "marrón" y del italiano rondine "golondrina". El nombre de la especie conmemora al explorador francés de origen italiano Pierre Savorgnan de Brazza, que posteriormente se convertiría en gobernador general del Congo francés, que recogió el espécimen tipo. Esta especie es a menudo llamada "avión del Congo", pero esto crea confusión con Riparia congica, que también es llamado de la misma forma.
Las especies de Phedina forman parte de la familia de las golondrinas (Hirundinidae), y se clasifican como miembros de la subfamilia Hirundininae, que comprende todas las golondrinas, excepto el muy distintivo avión ribereño africano (Pseudochelidon eurystomina). Estudios de secuencias de ADN sugieren que hay tres grupos principales dentro de Hirundininae, relacionados más que nada con el tipo de nido construido. Estos grupos son las "golondrinas centrales", que incluye especies de madriguera como el avión zapador; las "adoptadoras de nido", que utilizan cavidades naturales como la golondrina bicolor; y las "constructoras de nidos de barro", como la golondrina común, que construyen los nidos de lodo. Las especies de Phedina anidan en madrigueras y por lo tanto pertenecen al primer grupo.
El género Phedina es probablemente una rama temprana del linaje principal de las golondrinas, aunque el plumaje rayado de sus dos especies sugiere una relación distante con varias especies africanas de Hirundo que presenta las mismas características. El otro miembro del género es la golondrina de las Mascareñas P. borbonica, aunque a veces se ha sugerido que el avión de Brazza debe ser trasladado a su propio género Phedinopsis debido a diferencias significativas en las vocalizaciones y el tipo de nido de su pariente. El pariente más cercano de las golondrinas de Phedina es el avión cinchado, Riparia cincta, el cual no parece estar muy relacionado con los otros miembros de su género actual y se asemeja a la golondrina del Congo en los hábitos de anidación y vocalizaciones. La medida recomendada por la Asociación de Comités de Registros y Rarezas de Europa (AERC) es mover el avión cinchado a su propio género como Neophedina cincta, en vez de fusionarse en  Phedina,  dado que este avión es de mayor tamaño, difiere en el pico y la forma del orificio nasal y la forma de reproducción es diferente con respecto a las otras especies de Phedina.

## Descripción
Mide unos 12 cm de longitud, con un promedio alar de 100,5 mm. Tiene las partes superiores de color marrón grisáceo, con la cabeza de un marrón más oscuro y las partes inferiores blancas, estriadas con marrón negruzco desde la garganta hasta la cloaca. La cola cuadrada promedia 46,8 mm de largo y tiene bordes blancos en las coberteras infracaudales marrones. Las plumas de vuelo son de color marrón negruzco y el pico y patas son negras. Los ojos son de color marrón oscuro y el pico negro promedia 8,5 mm de largo. Ambos sexos son similares, pero los juveniles tienen las rayas del pecho más difusas y de color marrón rojizo o bordes beige en las plumas del dorso y las alas. No tiene subespecies reconocidas.
El canto se compone de una serie de notas cortas que aumentan su frecuencia seguidas por un zumbido complejo y, a veces completado por una serie de clicks. La canción se vuelve cada vez más fuerte, a pesar de que los clicks finales son bastante suaves. El canto es similar al del avión cinchado, y no se parece al de la golondrina de las Mascareñas, lo que sugiere problemas taxonómicos sin resolver. El vuelo es descrito como fuerte, o como el de un avión zapador.
El avión de Brazza se distingue de la mayoría de las otras golondrinas dentro de su área de distribución por estar fuertemente estriado en las partes inferiores. Aunque la golondrina abisinia también tiene las partes inferiores blancas con rayas oscuras, es más grande, tiene la cola profundamente bifurcada y un plumaje muy diferente, con las partes superiores de color azul oscuro, la rabadilla de color rojo y la cabeza castaña. En comparación con la golondrina de las Mascareñas, esta especie es más pequeña, tiene la espalda más clara y rayas más finas en la garganta y el pecho, pero sus rangos no se solapan.

## Distribución y hábitat
La distribución del avión del Congo era inicialmente poco conocida, y hasta 1922 el espécimen tipo en el Museo de París era el único ejemplar registrado de esta especie. El padre Callewaert recogió después 20 vencejos cerca de Luluabourg (ahora Kananga), y en la actualidad se sabe que esta ave se reproduce en el sur de la República Democrática del Congo (RDC), la República del Congo y en el norte Angola. Existe un avistamiento probable al sureste de Gabón.
En la época de reproducción se encuentra cerca de ríos con orillas escarpadas que son necesarias para las madrigueras de anidamiento. Los hábitats adecuados se presentan a lo largo de los ríos tropicales de tierras bajas como el Congo o ríos con bancos de arena en las tierras altas de Angola.